# اولین مک‌هیل
اِوِلین مک‌هِیل (انگلیسی: Evelyn McHale؛ ۲۰ سپتامبر ۱۹۲۳ – ۱ مهٔ ۱۹۴۷) دفتردار اهل ایالات متحده آمریکا بود که سال ۱۹۴۷ با پریدن از طبقهٔ ۸۶ ساختمان امپایر استیت خودکشی کرد. تصویر جنازه‌اش که دقایقی پس از خودکشی گرفته شده از شمایل‌وارترین عکس‌های تاریخ به‌شمارمی‌رود و به «زیباترین خودکشی» مشهور است.
پس از دبیرستان ، مک هیل به اردوگاه زنان ارتش در میسوری رفت و در آنجا به عنوان اپراتور ماشین اداری مشغول به کار شد. وی پس از خدمت ، به همراه خواهر و برادر خود به بلدوین ، نیویورک نقل مکان کرد و به عنوان حسابدار در یک شرکت در منهتن کار پیدا کرد. در شب سال نو 1945 ، او در مهمانی با یک مهندس و نامزد بعدی اش آشنا شد. این زوج قصد داشتند در ژوئن سال 1947 ازدواج کنند. 
روز قبل از مرگ او ، مک هیل نامزدش در پنسیلوانیا را ملاقات کرده بود ، که او را صبح زود پنجشنبه ، اول ماه مه 1947 به ایستگاه قطار برد و در آنجا سوار قطاری شد به نیویورک سیتی آمد. به گفته رودز ، وقتی خداحافظی کرد ، "عادی و خوشحال" به نظر می رسید. مک هیل حوالی ساعت 9 صبح بامداد وارد ایستگاه پن در نیویورک شد و بلیطی را برای تابلوی رصد در طبقه 86 ساختمان امپایر امیتا درست قبل از ساعت 10:30 دقیقه صبح خریداری کرد و کمی قبل از  ساعت 11:00  پرید. وی ششمین فردی بود که با پریدن از ساختمان امپایر از زمان پایان یافتن ساختمان در سال 1931 ، خودکشی کرد. پیکر وی در پشت بام یک لیموزین سازمان ملل متحد که در پیاده رو پارک شده بود ، فرود آمد. این صدای بلند باعث ایجاد جمعیت زیادی شد. رابرت ویلز ، دانشجوی عکاسی ، که همچنین به این گروه پیوسته بود ، حدود چهار دقیقه پس از ضربه ، از جسد مک هیل در پشت بام ماشین عکس گرفت. 
پلیس بعداً کت مک هیل ، کیف دستی ، عکس های خانوادگی و یک دفترچه با وداع زیر را در دکوراسیون مشاهده کرد ، که برخی از آنها به بیرون منتقل شده است: "من نمی خواهم کسی در داخل یا خارج از خانواده من بخشی از من را ببیند. وصیت میکنم جسدم سوزانده شود. خواهشم از شما و خانواده ام این است که برای من یک مراسم تشییع جنازه یا یادبود برگزار نکنید. نامزد من از من خواست كه در ماه ژوئن با او ازدواج كنم. من فکر نمی کنم که بتوانم  همسر خوبی  برای کسی باشم. او خیلی بهتر از من است. به پدرم بگویید که من بسیار شبیه مادرم بودم.
مطابق آخرین وصیت او ، جسد وی سوخته شد و او  قبر و سنگی ندارد